# Diaspora serba
La diaspora serba si riferisce alla dispersione del popolo serbo nel mondo.

## Storia
La dispersione del popolo serbo nel mondo avvenne attraverso migrazione o espulsione, volontaria, forzata o mediante coercizione, in sei grandi fasi:
1. da ovest verso nord, a causa dell'espansione dell'Impero ottomano;
2. verso est dopo l'invasione dell'Impero austro-ungarico, quando l'Impero russo aprì le proprie frontiere al popolo Serbo;
3. verso gli USA, soprattutto per ragioni economiche;
4. durante la Seconda guerra mondiale e nell'immediato periodo post bellico a causa del cambiamento politico messo in atto da Tito;
5. per le turbolenze scoppiate in Jugoslavia durante gli anni sessanta che spinsero diverse comunità ad abbandonare il paese per cercare nuovi lavori;
6. tra il 1991 e il 1995, durante la guerra civile in Jugoslavia e la dissoluzione dello stato socialista, che causarono una situazione economica disastrosa.

Sono tra i 3 e i 3,5 i milioni di serbi, o di discendenza serba, che vivono nel mondo, distribuiti soprattutto in paesi industrializzati come la Germania, la Francia, l'Austria, i paesi scandinavi, per quanto riguarda l'Europa mentre, nel resto del mondo, sono distribuiti prevalentemente in Canada, Australia e Stati Uniti d'America. La maggior parte dei serbi parla la lingua serba e conosce le proprie tradizioni.

## Distribuzione
| Paese               | Numero di Serbi  |
| ------------------- | ---------------- |
| Bosnia e Erzegovina | 1.200.530 (2006) |
| Germania            | 603.332 (2005)   |
| Stati Uniti         | 520.000 (2005)   |
| Austria             | 300.000 (2008)   |
| Croazia             | 201.631 (2001)   |
| Montenegro          | 201.892 (2003)   |
| Svizzera            | 185.953 (2008)   |
| Canada              | 145.540 (2007)   |
| Australia           | 96.895 (2006)    |
| Francia             | 70.000-100.000   |
| Italia              | 78.174 (2004)    |
| Svezia              | 76.600 (2008)    |
| Regno Unito         | 70.000 (2005)    |
| Cile                | 45.000 (2008)    |
| Slovenia            | 38.964 (2002)    |
| Macedonia del Nord  | 35.939 (2002)    |
| Romania             | 22.518 (2002)    |
| Belgio              | 15.857 (2008)    |
| Paesi Bassi         | 10.000-15.500    |
| Norvegia            | 12.500 (2006)    |
| Danimarca           | 12.000 (2001)    |
| Grecia              | 10.000 (2001)    |
| Lussemburgo         | 7.581 (2008)     |
| Ungheria            | 7.350            |
| Turchia             | 4.600            |
| Spagna              | 4.392 (2006)     |
| Russia              | 4.156 (2002)     |
| Repubblica Ceca     | 1.801 (2001)     |
| Emirati Arabi Uniti | 1.000 (2007)     |
| Polonia             | 381 (2001)       |
| Nuova Zelanda       | 753              |
| Slovacchia          | 134 (2001)       |
| Totale              | 3.228.256 (2001) |